# Buciegas
Buciegas è un comune spagnolo di 78 abitanti situato nella comunità autonoma di Castiglia-La Mancia.